# Desigualdad de Bregman-Minc

Una matriz binaria y su grafo bipartito correspondiente con una posible correspondencia perfecta marcada en rojo. Según la desigualdad de Bregman-Minc, existen como máximo 18 correspondencias perfectas en este grafo

En matemática discreta, la desigualdad de Bregman-Minc, o teorema de Bregman, permite estimar el permanente de una matriz booleana mediante las sumas de sus filas o columnas. La desigualdad fue conjeturada en 1963 por Henryk Minc y demostrada por primera vez en 1973 por Lev M. Bregman. Otras demostraciones basadas en el concepto de entropía han sido dadas por Alexander Schrijver y Jaikumar Radhakrishnan. La desigualdad de Bregman-Minc se utiliza, por ejemplo, en teoría de grafos para obtener cotas superiores para el número de coincidencias perfectas en un grafo bipartito.

## Enunciado
El permanente de una matriz binaria cuadrada {\displaystyle A=(a_{ij})} de tamaño {\displaystyle n} con sumas de filas {\displaystyle r_{i}=a_{i1}+\cdots +a_{in}} para {\displaystyle i=1,\ldots ,n} se puede estimar mediante:
{\displaystyle \operatorname {per} A\leq \prod _{i=1}^{n}(r_{i}!)^{1/r_{i}}.}
Por lo tanto, el permanente está acotado por el producto de las medias geométricas de los números de {\displaystyle 1} a {\displaystyle r_{i}} para {\displaystyle i=1,\ldots ,n}. La igualdad se cumple si la matriz es una matriz por bloques compuesta por matrices de unos o resulta de permutaciones por filas y/o columnas de dicha matriz diagonal de bloques. Dado que el permanente es invariante bajo transposición, la desigualdad también se cumple para las sumas de columnas de la matriz.

## Aplicación
Existe una correspondencia biunívoca entre una matriz binaria cuadrada {\displaystyle A} de tamaño {\displaystyle n} y un grafo bipartito simple {\displaystyle G=(V\,{\dot {\cup }}\,W,E)} con particiones {\displaystyle V=\{v_{1},\ldots ,v_{n}\}} y {\displaystyle W=\{w_{1},\ldots ,w_{n}\}} de igual tamaño tomando
{\displaystyle a_{ij}=1\Leftrightarrow \{v_{i},w_{j}\}\in E.}
De esta manera, cada entrada distinta de cero de la matriz {\displaystyle A} define una arista en el grafo {\displaystyle G} y viceversa. Una correspondencia perfecta en {\displaystyle G} es una selección de aristas {\displaystyle n}, de modo que cada vértice del grafo es un extremo de una de estas aristas. Cada sumando distinto de cero del permanente de {\displaystyle A} que satisface
{\displaystyle a_{1\sigma (1)}\cdots a_{n\sigma (n)}=1}
corresponde a una correspondencia perfecta {\displaystyle \{\{v_{1},w_{\sigma (1)}\},\ldots ,\{v_{n},w_{\sigma (n)}\}\}} de {\displaystyle G}. Por lo tanto, si {\displaystyle {\mathcal {M}}(G)} denota el conjunto de emparejamientos perfectos de {\displaystyle G},
{\displaystyle |{\mathcal {M}}(G)|=\operatorname {per} A}
se cumple. La desigualdad de Bregman-Minc ahora produce la estimación
{\displaystyle |{\mathcal {M}}(G)|\leq \prod _{i=1}^{n}(d(v_{i})!)^{1/d(v_{i})},}
donde {\displaystyle d(v_{i})} es el grado del vértice {\displaystyle v_{i}}. Debido a la simetría, la estimación correspondiente también se cumple para {\displaystyle d(w_{i})} en lugar de {\displaystyle d(v_{i})}. Por lo tanto, el número de emparejamientos perfectos posibles en un grafo bipartito con particiones de igual tamaño puede estimarse mediante los grados de los vértices de cualquiera de las dos particiones.

## Enunciados relacionados
Utilizando la desigualdad de las medias aritmética y geométrica, la desigualdad de Bregman-Minc implica directamente la estimación más débil:
{\displaystyle \operatorname {per} A\leq \prod _{i=1}^{n}{\frac {r_{i}+1}{2}},}
que fue demostrada por Henryk Minc ya en 1963. Otra consecuencia directa de la desigualdad de Bregman-Minc es la demostración de la siguiente conjetura de Herbert Ryser de 1960. Sea {\displaystyle k} un divisor de {\displaystyle n} y sea {\displaystyle \Lambda _{kn}} el conjunto de matrices binarias cuadradas de tamaño {\displaystyle n} con sumas de filas y columnas iguales a {\displaystyle k}, entonces:
{\displaystyle \max _{A\in \Lambda _{kn}}\operatorname {per} A=(k!)^{n/k}.}
De este modo, se alcanza el máximo para una matriz diagonal de bloques cuyos bloques diagonales son matrices de unos cuadradas de tamaño {\displaystyle k}. Un enunciado correspondiente para el caso en que {\displaystyle k} no sea divisor de {\displaystyle n} es un problema matemático abierto.